# Jakob Ellemann-Jensen
Jakob Ellemann-Jensen (ur. 25 września 1973 w Hørsholm) – duński polityk i prawnik, deputowany, minister i wicepremier, w latach 2019–2023 lider liberalnej partii Venstre.

## Życiorys
Syn Uffe Ellemann-Jensena i brat Karen Ellemann. Po ukończeniu szkoły średniej kształcił się w szkołach wojskowych. Był zawodowym wojskowym, w latach 1999–2000 w stopniu kapitana dowodził duńskim batalionem w Bośni i Hercegowinie. Ukończył w międzyczasie studia prawnicze w Handelshøjskolen i København. Pracował jako prawnik w PwC oraz w IBM Danmark, gdzie w latach 2005–2007 zarządzał jednym z działów. Później do 2011 był prawnikiem w duńskim koncernie elektronicznym GN Store Nord.
Zaangażował się w działalność polityczną w ramach liberalnej partii Venstre. W 2011 po raz pierwszy został wybrany na posła do Folketingetu. Mandat deputowanego ponownie uzyskiwał w wyborach w 2015, 2019 i 2022.
W maju 2018 dołączył do rządu Larsa Løkke Rasmussena. Zastąpił Esbena Lunde Larsena na stanowisku ministra środowiska i rolnictwa. Urząd ten sprawował do czerwca 2019. We wrześniu tegoż roku został wybrany na nowego lidera swojego ugrupowania.
Kierowana przez niego partia w 2022 uzyskała słabszy rezultat. Ostatecznie liberałowie weszli w skład nowej koalicji z socjaldemokratami i centrystami. W grudniu 2022 Jakob Ellemann-Jensen objął urzędy wicepremiera i ministra obrony w drugim gabinecie Mette Frederiksen. W lutym 2023 polityk z przyczyn zdrowotnych zawiesił wykonywanie obowiązków ministra obrony (które przejął Troels Lund Poulsen). Na początku sierpnia 2023 powrócił do pełnienia funkcji ministra obrony. Jeszcze w tym samym miesiącu przeszedł na stanowisko ministra gospodarki.
W październiku tego samego roku Jakob Ellemann-Jensen ogłosił wycofanie się z bieżącej polityki, zrezygnował z funkcji rządowych, przywództwa w partii i mandatu poselskiego.